# Ben Affleck

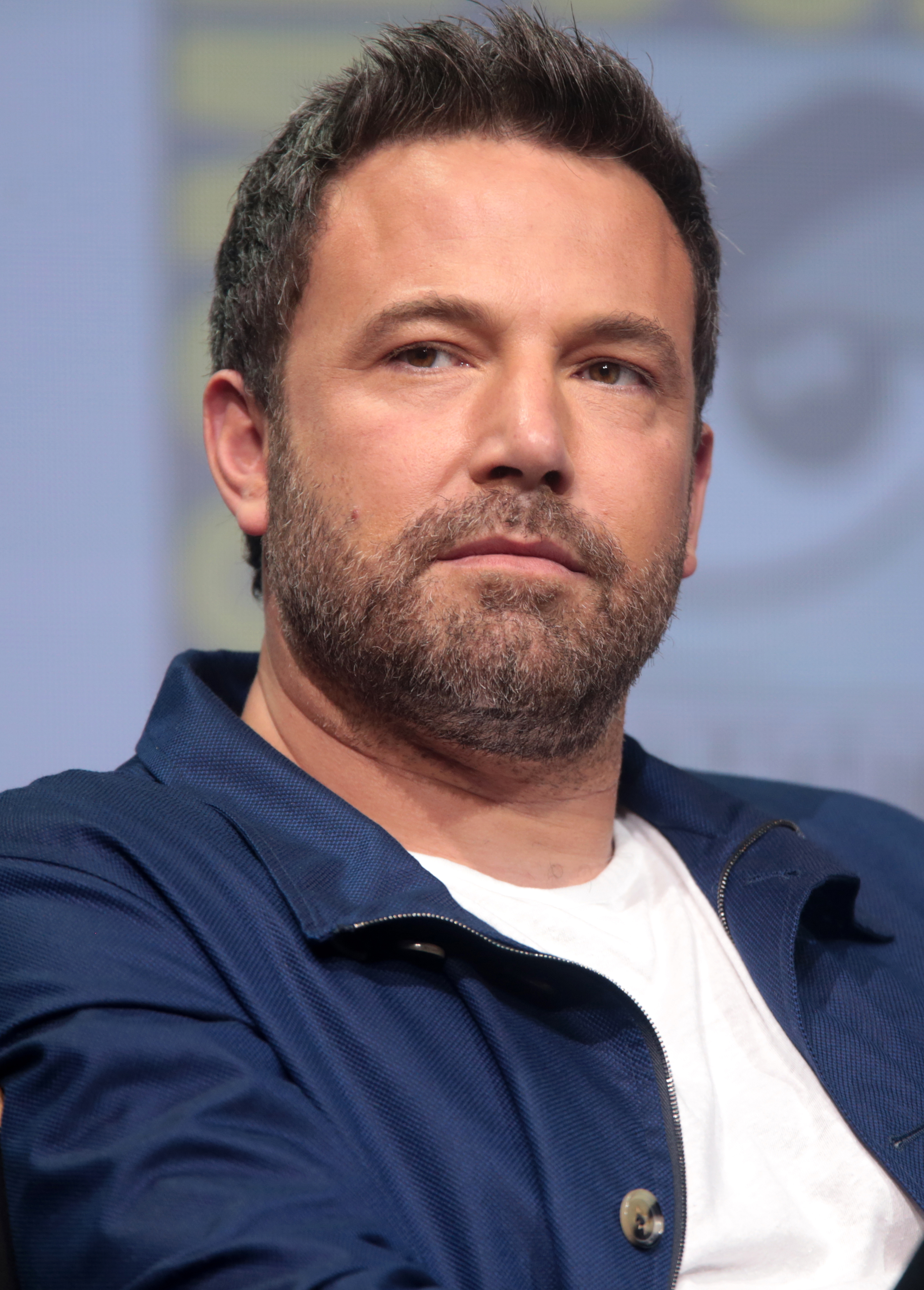
Affleck auf der San Diego Comic-Con International (2017)

Ben Affleck (* 15. August 1972 in Berkeley, Kalifornien als Benjamin Géza Affleck-Boldt) ist ein US-amerikanischer Schauspieler, Filmregisseur, Drehbuchautor, Filmproduzent sowie zweifacher Oscar-Preisträger.

## Jugend und Anfänge
In Kalifornien geboren, zog Ben Affleck im Alter von drei Jahren mit seiner Familie nach Massachusetts, wo diese bald darauf in Cambridge (nahe Boston) sesshaft wurde. Seine Familie hat englische, irische, schottische und deutsche Wurzeln; sein ungarischer Mittelname Géza stammt von einem alten Freund der Familie und Holocaust-Überlebenden. Seine Mutter war Lehrerin, während sein alkoholabhängiger Vater als erfolgloser Drehbuchautor die meiste Zeit arbeitslos war und lediglich durch Gelegenheitsjobs ein wenig Geld dazu verdiente. Afflecks Eltern trennten sich, als dieser elf Jahre alt war.
Seine Mutter brachte Affleck und dessen Bruder Casey bereits im jungen Alter das Showbusiness näher, indem sie die Jungen beispielsweise regelmäßig mit ins Theater nahm. Durch die Verbindungen seiner Mutter konnten die Söhne früh für Rollen in Werbespots und Fernsehproduktionen vorsprechen, was schnell von Erfolg gekrönt war. Bereits im Alter von neun Jahren hatte Affleck sein Fernsehdebüt mit einer Kinderrolle in Straße ohne Ausweg (1981). Weitere Produktionen schlossen sich an. So reiste und lebte Affleck im Alter von dreizehn rund ein Jahr mit seiner Familie zwecks Dreharbeiten in Mexiko, wodurch er bis heute fließend Spanisch spricht. Nach seinem Schulabschluss studierte er zunächst einige Monate lang Spanisch an der University of Vermont, was er aber abbrach, um eine professionelle Schauspielkarriere zu verfolgen.

## Karriere als Schauspieler
In Cambridge lebte Affleck während seiner Jugend in der Nähe von Matt Damon und freundete sich mit diesem an, als beide auf dieselbe Schule gingen. Außerdem wuchs er in der Nachbarschaft von Howard Zinn auf, der zum Familienfreund wurde. Nach dem Abbruch seines Studiums, zog Affleck mit Damon zusammen nach Los Angeles. Gemeinsam schrieben sie das Drehbuch für Good Will Hunting, für das beide 1998 einen Oscar und einen Golden Globe erhielten. Später erklärte Affleck, dass sie beide, nachdem sie sich in der Filmindustrie etabliert hatten, eine Zeit lang nicht zusammen an denselben Filmen mitwirkten, um ihre künstlerische Unabhängigkeit zu wahren.
In Los Angeles musste Affleck zunächst Vorlieb mit kleinen Neben- und Komparsenrollen, vorwiegend in Fernsehproduktionen, nehmen. Im Filmbereich trat er in den neunziger Jahren vor allem in Independentfilmen auf und erlangte durch die Rolle eines Schlägertypen in Confusion – Sommer der Ausgeflippten (1993) erstmals verstärkt die Aufmerksamkeit weiterer Filmschaffender. Der Regisseur Kevin Smith besetzte ihn daraufhin für seine Produktionen Mallrats (1995) und Chasing Amy (1997). Letzterer, in welchem Affleck die Hauptrolle spielte, kann als sein grundlegender Durchbruch im Filmbereich gewertet werden. Der Erfolg des Filmdramas Good Will Hunting im selben Jahr, wofür Affleck (zusammen mit Matt Damon) 1998 den Oscar in der Kategorie „bestes Originaldrehbuch“ erhielt, erhöhte seinen Bekanntheitsgrad in Hollywood noch einmal deutlich.
Seinen Status als gefragter Schauspieler baute Affleck danach weiter aus, als er in Michael Bays Erfolgsfilm Armageddon – Das jüngste Gericht (neben Schauspielern wie Bruce Willis) für eine der Hauptrollen besetzt wurde. Es folgten weitere Hauptbesetzungen in diversen Genre-Filmen wie Dogma (wo erneut Kevin Smith Regie führte), Bounce – Eine Chance für die Liebe oder Wild Christmas. Mit Michael Bay arbeitete Affleck 2001 erneut zusammen, als er die Hauptrolle in dessen Kriegsfilm Pearl Harbor übernahm. 2002 folgten die Hauptbesetzungen in Der Anschlag und Spurwechsel. Einen zeitweiligen Karrieresturz erfuhr Affleck in den Jahren danach, als er 2004 für seine Hauptrollen in Daredevil, Liebe mit Risiko – Gigli sowie Paycheck – Die Abrechnung (alle von 2003) mit der Goldenen Himbeere als „schlechtester Schauspieler“ bedacht wurde. Im Laufe seiner Karriere war Affleck dabei insgesamt siebenmal für diesen „Anti-Oscar“ nominiert gewesen; häufig wurde ihm dabei der Vorwurf gemacht, ihm fehle es an Talent und Charisma.
Im Mystery-Drama Die Hollywood-Verschwörung (2006), welche die Untersuchungen rund um den Tod des Schauspielers George Reeves thematisiert, spielte Affleck die Hauptrolle des Reeves, für die er als „bester Darsteller“ beim Filmfestival in Venedig 2006 mit der Coppa Volpi ausgezeichnet wurde. In den Jahren danach folgten verschiedene Genre-Filme mit durchwachsenem Erfolg, in denen Affleck wiederum meistens als Hauptdarsteller zu sehen war. 2014 konnte er mit der männlichen Hauptrolle in David Finchers Thriller Gone Girl – Das perfekte Opfer  einen weiteren kritischen und kommerziellen Erfolg verbuchen.
2016 war Affleck in der Comicverfilmung Batman v Superman: Dawn of Justice (der Fortsetzung von Man of Steel aus dem Jahr 2013) erstmals in der Rolle des Bruce Wayne alias Batman zu sehen, durch welche er in den Jahren danach zu einem wiederkehrenden Darsteller im sogenannten DC Extended Universe wurde. Die Rolle des „dunklen Ritters“ wiederholte er (in Haupt- oder Nebenrollen) auch in den Folgefilmen Suicide Squad (2016), Justice League (2017) und The Flash (2023). 
Mit The Last Duel und Air: Der große Wurf erschienen 2021 beziehungsweise 2023 zwei Filme, in denen Affleck und sein alter Weggefährte Matt Damon erneut zusammen vor der Kamera standen. Bei letzterem führte Affleck zudem auch Regie.

## Arbeit als Drehbuchautor, Produzent und Regisseur
Neben seiner Arbeit als Schauspieler, ist Affleck bereits seit Jahren auch als Drehbuchautor, Produzent und Regisseur tätig. Eine erste Veröffentlichung als Regisseur hatte er bereits 1993 mit dem Kurzfilm I Killed My Lesbian Wife, Hung Her on a Meathook, and Now I Have a Three Picture Deal at Disney. 
2007 wurde unter Afflecks Regie der Kriminalfilm Gone Baby Gone – Kein Kinderspiel veröffentlicht, bei dem er zudem auch wieder als Drehbuchautor mitgewirkt hatte und in welchem sein Bruder Casey die Hauptrolle spielte. Die Kritiken fielen wohlwollend aus und die Schauspielerin Amy Ryan erhielt 2008 eine Oscar-Nominierung in der Kategorie „beste Nebendarstellerin“.
Einen weiteren Erfolg konnte er 2010 mit dem Thriller The Town – Stadt ohne Gnade verbuchen, an welchem Affleck als Hauptdarsteller, Regisseur und Drehbuchautor tätig gewesen war. Der Film wurde ein finanzieller und kritischer Erfolg. 
Sein 2013 veröffentlichter historischer Thriller Argo, an welchem Affleck als Hauptdarsteller, Regisseur und Produzent mitgewirkt hatte, erhielt bei der Oscarverleihung 2014 insgesamt sieben Oscar-Nominierungen und wurde letztlich in drei Kategorien, einschließlich „bester Film“, mit einer Trophäe ausgezeichnet.
Afflecks 2016 erschienener Kriminalfilm Live by Night, bei welchem er wiederum Hauptdarsteller, Regisseur, Drehbuchautor und Produzent war, entwickelte sich dagegen zu einem großen finanziellen und kritischen Misserfolg und verschwand bereits nach wenigen Wochen wieder aus den meisten Kinos.
Im April 2016 wurde bekanntgegeben, dass Affleck einen neuen Batman-Film unter dem Titel The Batman inszenieren werde. Ende Januar 2017 verkündete Affleck jedoch, dass er vom Posten des Regisseurs der Produktion zurücktrete. Das Filmprojekt wurde schließlich in abgeänderter Weise unter der Regie von Matt Reeves fertiggestellt und kam 2022 in die Kinos.

## Privatleben

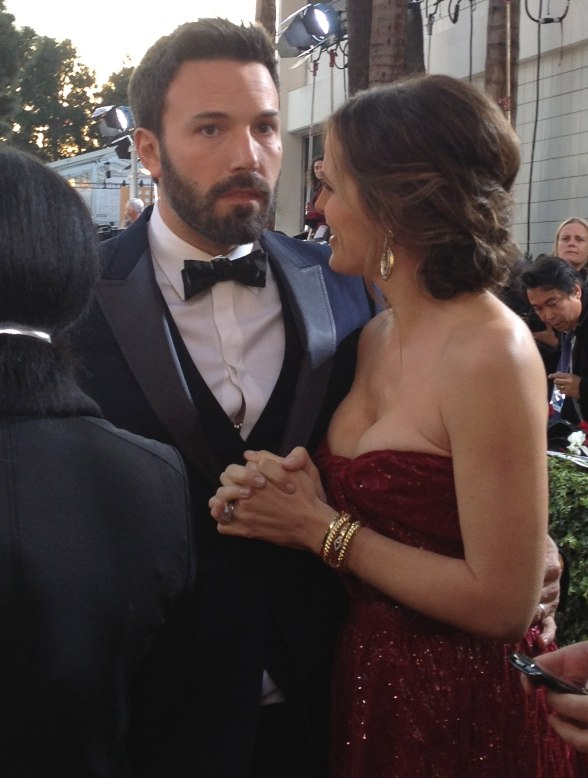
Affleck mit Jennifer Garner bei den Golden Globe Awards 2013

Von 1998 bis 2000 war er mit Gwyneth Paltrow und von 2002 bis 2004 mit Jennifer Lopez liiert. Seit dem 29. Juni 2005 war er mit der Schauspielerin Jennifer Garner verheiratet. Sie haben zwei Töchter und einen Sohn. Am 30. Juni 2015, einen Tag nach ihrem zehnten Hochzeitstag, gaben Affleck und Garner die Absicht bekannt, sich scheiden zu lassen. Von 2017 bis 2019 war Affleck mit der US-amerikanischen Filmproduzentin Lindsay Shookus liiert. Von 2020 bis Anfang 2021 war er mit der Schauspielerin Ana de Armas zusammen.
Im Juni 2021 wurde eine erneute Beziehung mit Lopez bekannt. Am 17. Juli 2022 heirateten Lopez und Affleck. Im April 2024 trennten sie sich erneut, woraufhin Lopez im August 2024 die Scheidung einreichte.

## Sonstiges
Ben Affleck trat im TV-Spot von Deine Stimme gegen Armut zum G8-Gipfel 2007 auf. Im Musikvideo von Jennifer Lopez’ Lied Jenny from the Block spielt er ihren Lebensgefährten.
Im Mai 2013 erhielt Ben Affleck einen Ehrendoktor-Titel der Brown University im Bundesstaat Rhode Island. Ihm wurde für seine Arbeit als Schauspieler, Produzent, Drehbuchautor und Regisseur der Titel Doctor of Fine Arts verliehen.
Afflecks deutscher Standardsprecher ist seit Anfang der 2000er Jahre normalerweise Peter Flechtner.

## Filmografie

### Darsteller
- 1981: Straße ohne Ausweg (The Dark End of the Street)
- 1984: The Voyage of the Mimi (Fernsehserie)
- 1986: Junge Schicksale (ABC Afterschool Specials, Fernsehreihe, Folge 15x02 Wanted: The Perfect Guy)
- 1987: Hands of a Stranger – Ein Mann nimmt Rache (Hands of a Stranger, Fernsehfilm)
- 1988: Auf Kollisionskurs (The Second Voyage of the Mimi, Fernsehserie)
- 1989: Feld der Träume (Field of Dreams)
- 1991: Danielle Steels Väter (Daddy, Fernsehfilm)
- 1992: Der Außenseiter (School Ties)
- 1992: Buffy – Der Vampir-Killer (Buffy the Vampire Slayer)
- 1993: Alle meine Kinder (Almost Home, Fernsehserie, Folge 1x04 Is That All There Is?)
- 1993: Dazed and Confused
- 1993: Against the Grain (Fernsehserie, 8 Episoden)
- 1995: Mallrats
- 1996: Glory Daze
- 1997: Good Will Hunting
- 1997: Chasing Amy
- 1997: Der lange Weg der Leidenschaft (Going All the Way)
- 1998: Shakespeare in Love
- 1998: Armageddon – Das jüngste Gericht (Armageddon)
- 1998: Phantoms
- 1999: Dogma
- 1999: Auf die stürmische Art (Forces of Nature)
- 1999: Eine Nacht in New York (200 Cigarettes)
- 2000: Bounce – Eine Chance für die Liebe (Bounce)
- 2000: Wild Christmas (Reindeer Games)
- 2000: Risiko – Der schnellste Weg zum Reichtum (Boiler Room)
- 2000: Joseph – König der Träume (Joseph: King of Dreams, Stimme für Joseph)
- 2001: Jay und Silent Bob schlagen zurück (Jay and Silent Bob Strike Back)
- 2001: Daddy and them – Durchgeknallt in Arkansas (Daddy and Them)
- 2001: Pearl Harbor
- 2002: Der Anschlag (The Sum of All Fears)
- 2002: Spurwechsel (Changing Lanes)
- 2003: Daredevil
- 2003: Liebe mit Risiko – Gigli (Gigli)
- 2003: Paycheck – Die Abrechnung (Paycheck)
- 2004: Wie überleben wir Weihnachten? (Surviving Christmas)
- 2004: Jersey Girl
- 2006: Clerks 2 (Clerks II)
- 2006: Die Hollywood-Verschwörung (Hollywoodland)
- 2006: Man About Town
- 2007: Smokin’ Aces
- 2009: Er steht einfach nicht auf Dich (He’s Just Not That Into You)
- 2009: State of Play – Stand der Dinge (State of Play)
- 2009: Ausgequetscht (Extract)
- 2010: Company Men (The Company Men)
- 2010: The Town – Stadt ohne Gnade (The Town)
- 2012: To the Wonder
- 2012: Argo
- 2013: Runner Runner
- 2014: Gone Girl – Das perfekte Opfer (Gone Girl)
- 2016: Batman v Superman: Dawn of Justice
- 2016: Suicide Squad
- 2016: The Accountant
- 2016: Live by Night
- 2017: Justice League
- 2019: Triple Frontier
- 2019: Jay and Silent Bob Reboot
- 2020: Das Letzte, was er wollte (The Last Thing He Wanted)
- 2020: Out of Play: Der Weg zurück (The Way Back)
- 2021: Zack Snyder’s Justice League
- 2021: The Last Duel
- 2021: The Tender Bar
- 2022: Tiefe Wasser (Deep Water)
- 2022: Clerks III
- 2023: Air: Der große Wurf (Air)
- 2023: Hypnotic
- 2023: The Flash
- 2025: The Accountant 2

### Produzent
- 2002: Stolen Summer – Der letzte Sommer (Stolen Summer)
- 2002: Hilfe, ich habe ein Date! (The Third Wheel)
- 2005: Feast
- 2012: Argo
- 2016: Live by Night
- 2021: The Last Duel
- 2023: Air: Der große Wurf (Air)
- 2024: The Instigators
- 2024: Unaufhaltsam (Unstoppable)
- 2025: Kiss of the Spider Woman
- 2025: The Accountant 2

### Regisseur
- 1993: I Killed My Lesbian Wife, Hung Her on a Meathook, and Now I Have a Three Picture Deal at Disney (Kurzfilm)
- 2007: Gone Baby Gone – Kein Kinderspiel (Gone Baby Gone)
- 2010: The Town – Stadt ohne Gnade (The Town)
- 2012: Argo
- 2016: Live by Night
- 2023: Air: Der große Wurf (Air)

### Drehbuchautor
- 1997: Good Will Hunting
- 2007: Gone Baby Gone – Kein Kinderspiel (Gone Baby Gone)
- 2010: The Town – Stadt ohne Gnade (The Town)
- 2016: Live by Night
- 2021: The Last Duel

## Auszeichnungen und Nominierungen
Auszeichnungen

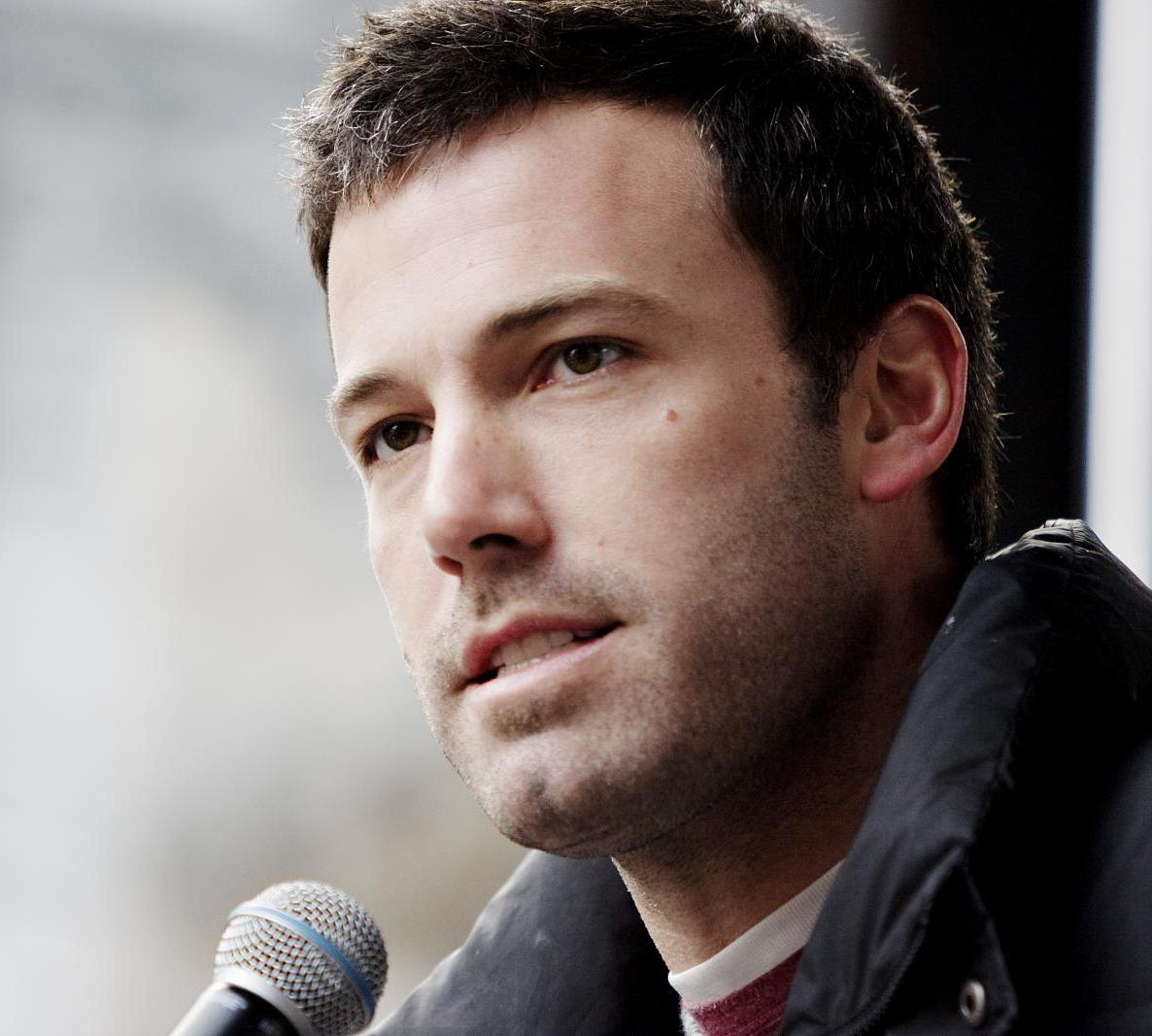
Affleck (2009)

- 1998: Oscar für Good Will Hunting zusammen mit Matt Damon für das beste Originaldrehbuch
- 1998: Golden Globe Award für Good Will Hunting zusammen mit Matt Damon für das beste Drehbuch
- 2004: Goldene Himbeere für Daredevil, Liebe mit Risiko – Gigli und Paycheck – Die Abrechnung als schlechtester Schauspieler
- 2004: Goldene Himbeere für Liebe mit Risiko – Gigli zusammen mit Jennifer Lopez als schlechtestes Leinwandpaar
- 2006: Darstellerpreis der Filmfestspiele von Venedig für Die Hollywood-Verschwörung
- 2007: Saturn Award für Die Hollywood-Verschwörung als Bester Nebendarsteller
- 2007: Hollywood Film Festival Award für Die Hollywood-Verschwörung als Bester Nebendarsteller des Jahres
- 2011: National Board of Review Award für The Town – Stadt ohne Gnade für das Beste Schauspielensemble
- 2011: Washington DC Area Film Critics Association Awards für The Town – Stadt ohne Gnade für das Beste Schauspielensemble
- 2013: Golden Globe Award für Argo für die beste Regie
- 2013: Directors Guild of America Award für Argo für die beste Spielfilmregie
- 2013: British Academy Film Award für Argo für den besten Film
- 2013: Oscar für Argo für den besten Film
- 2015: Goldene Himbeere für Argo und Gone Girl – Das perfekte Opfer als Himbeeren-Erlöser-Preis
- 2017: Goldene Himbeere für Batman v Superman: Dawn of Justice zusammen mit Henry Cavill für das schlechteste Filmpaar

Nominierungen
- 1999: American Comedy Award für Shakespeare in Love als lustigster Nebendarsteller
- 1999: MTV Movie Award für Armageddon – Das jüngste Gericht für die beste Performance – Male
- 1999: MTV Movie Award für Armageddon – Das jüngste Gericht zusammen mit Liv Tyler für das beste Paar
- 1999: Saturn Award für Armageddon – Das jüngste Gericht als bester Nebendarsteller
- 1999: Goldene Himbeere für Armageddon – Das jüngste Gericht zusammen mit Liv Tyler für das schlechteste Paar
- 2001: MTV Movie Award für Bounce – Eine Chance für die Liebe zusammen mit Gwyneth Paltrow für den besten Kuss
- 2002: Goldene Himbeere für Pearl Harbor zusammen mit Kate Beckinsale und Josh Hartnett für das schlechteste Paar
- 2002: Goldene Himbeere für Pearl Harbor als schlechtester Schauspieler
- 2004: MTV Movie Award für Daredevil zusammen mit Jennifer Garner für den besten Kuss
- 2005: Goldene Himbeere für Wie überleben wir Weihnachten? und Jersey Girl als schlechtester Schauspieler
- 2005: Goldene Himbeere für Jersey Girl zusammen mit Liv Tyler und Jennifer Lopez für das schlechteste Leinwandpaar
- 2007: Broadcast Film Critics Association Award für Die Hollywood-Verschwörung als Bester Nebendarsteller
- 2007: Chicago Film Critics Association Award für Die Hollywood-Verschwörung als Bester Nebendarsteller
- 2007: Golden Globe für Die Hollywood-Verschwörung als Bester Nebendarsteller
- 2010: Goldene Himbeere für den Schlechtesten Schauspieler des Jahrzehnts
- 2011: Broadcast Film Critics Association Awards für The Town – Stadt ohne Gnade für den Besten Film
- 2011: Broadcast Film Critics Association Awards für The Town – Stadt ohne Gnade für den Besten Actionfilm
- 2011: Broadcast Film Critics Association Awards für The Town – Stadt ohne Gnade für das Beste Adaptierte Drehbuch
- 2011: Broadcast Film Critics Association Awards für The Town – Stadt ohne Gnade für das Beste Action-Ensemble
- 2011: Dallas Fort Worth Film Critics Association Awards für The Town – Stadt ohne Gnade für den Besten Film
- 2011: San Diego Film Critics Society Awards für The Town – Stadt ohne Gnade für das Beste Adaptierte Drehbuch
- 2011: Satellite Awards für The Town – Stadt ohne Gnade für die Beste Regie
- 2011: Satellite Awards für The Town – Stadt ohne Gnade für das Beste Adaptierte Drehbuch
- 2011: Writers Guild of America für The Town – Stadt ohne Gnade für das Beste Adaptierte Drehbuch
- 2017: Goldene Himbeere für Batman v Superman: Dawn of Justice als schlechtester Schauspieler
- 2022: Golden Globe für The Tender Bar als Bester Nebendarsteller
- 2022: Goldene Himbeere für The Last Duel als schlechtester Nebendarsteller